# Al-Wahsh
Al-Wahsh (arabisch الوحش, DMG al-Waḥš) ist die Bezeichnung für ein geschütztes Fahrzeug aus jordanischer Produktion, das in den 2010er-Jahren entwickelt wurde.

## Entwicklungsgeschichte
Das geschützte Radfahrzeug Al-Wahsh wurde Anfang der 2010er-Jahre vom jordanischen staatlichen Rüstungsunternehmen King Abdullah II Design and Development Bureau (KADDB) entwickelt und 2016 auf Rüstungsmessen, insbesondere der heimischen Messe SOFEX, vorgestellt. Im Wesentlichen handelt es sich um einen Truppentransporter, der in unterschiedlichen Versionen, z. B. als 105-mm-Mörserträger oder als geschütztes Polizeifahrzeug angeboten wird.

## Technik
Das Allrad-Fahrzeug (4×4) basiert auf einem Fahrgestell, das vom tschechischen Maschinenbauer Tatra zugeliefert wird. Die gepanzerte Karosserie wurde von KADDB entwickelt und bietet ballistischen Schutz nach STANAG 4569 Level 1–2.
Zusätzlich zum Kommandanten und Fahrer kann das Fahrzeug acht weitere Personen aufnehmen, vier davon auf einer Seite nach innen blickend.
Auf dem Dach können eine Vielzahl von Waffen installiert werden, darunter Maschinengewehre, Panzerabwehrraketen und fernbedienbare Waffenstationen mit Rohrwaffen bis zu einem Kaliber von 30 mm. Eine Al-Wahsh-Version, welche auf der SOFEX 2016 gezeigt wurde, war mit einem Turm von Aselsan mit vier Panzerabwehrraketenstartbehältern und einem 7,62-mm-Maschinengewehr ausgerüstet.
Der Truppentransporter Al-Wahsh wird von einem 370 PS starken Dieselmotor angetrieben, der mit einem Sechsgang-Automatikgetriebe gekoppelt ist und eine Höchstgeschwindigkeit von 110 km/h und eine maximale Reichweite von 600 km ermöglicht.